# 藤崎駅 (青森県)
藤崎駅（ふじさきえき）は、青森県南津軽郡藤崎町西村井大字藤崎字西村井にある、東日本旅客鉄道（JR東日本）五能線の駅である。

## 歴史
- 1918年（大正7年）9月25日：陸奥鉄道の駅として開業[2][3]。
- 1927年（昭和2年）6月1日：買収により、国鉄五所川原線（のち五能線）に編入される。
- 1983年（昭和58年）：貨物の取り扱いを廃止[4]。
- 1986年（昭和61年）11月1日：電子閉塞導入に伴う板柳 - 川部間の一閉塞化により運転扱いを廃止し、駅員無配置駅となり[5]、簡易委託化[新聞 1]。
- 1987年（昭和62年）4月1日：国鉄分割民営化に伴い、JR東日本の駅[3]となり、乗車券発売も藤崎町委託となる[6]。
- 時期不詳[いつ?]：駅舎内にあったKIOSKが撤退。
- 1993年（平成5年）12月：駅敷地内に、「西豊田地下道」が完成[7]。
- 2001年（平成13年）：簡易委託を廃止し、無人化。
- 2013年（平成25年）
  - 11月：藤崎町とJR東日本秋田支社が共同で駅舎を改築。
  - 12月1日：駅舎が完成し、竣工祭と記念式典を挙行。JR東日本秋田支社の計らいにより、同日のみ臨時快速「リゾートしらかみ」が特別停車[注 1][8]。
- 2018年（平成30年）
  - 3月17日：臨時快速「リゾートしらかみ」の停車駅となる[報道 1]。
  - 6月15日：おもてなしメロディー「りんごのひとりごと」の使用を開始[報道 2][新聞 2]。
- 2024年（令和6年）10月1日：えきねっとQチケのサービスを開始[1][報道 3]。

## 駅構造
単式ホーム1面1線を有する地上駅である。元々は島式ホーム1面2線であったが、上り線が撤去され棒線化された。なお、ホームと駅舎の間には貨物側線があった。また、ホームには「指差し確認」の文字が残っており、かつて運転扱いをしていたことを物語っている。
以前は簡易委託駅だったが、現在は弘前統括センター（五所川原駅）管理の無人駅となっている。駅舎内には乗車駅証明書発行機を設置している。また、JR東日本東北総合サービス津軽施設管理事務所藤崎派出が入居しているが、旧駅舎時代も旧駅事務室部分に入居していた。

## 駅周辺
- 青森みちのく銀行藤崎支店
- 国土交通省河川国道事務所 藤崎出張所
- 藤崎町立藤崎診療所（2023年度〈令和5年度〉末閉鎖[新聞 3]）
- イオン藤崎店
- 弘前警察署藤崎駐在所
- 藤崎町立藤崎小学校
- 藤崎町役場
  - スポーツプラザ藤崎
  - 藤崎町文化センター
- 藤崎郵便局
- ふれあいずーむ館
  - 藤崎町図書館大夢
- 国道7号
- 国道339号
- 青森県道239号藤崎停車場線
- 青森県道131号前坂藤崎線
- 青森県道199号太田藤崎線

## 隣の駅
東日本旅客鉄道（JR東日本）
■五能線
- 臨時快速「リゾートしらかみ」停車駅

□快速（上りのみ）・■普通
林崎駅 - 藤崎駅 - 川部駅